# غرانفيل بيركنز

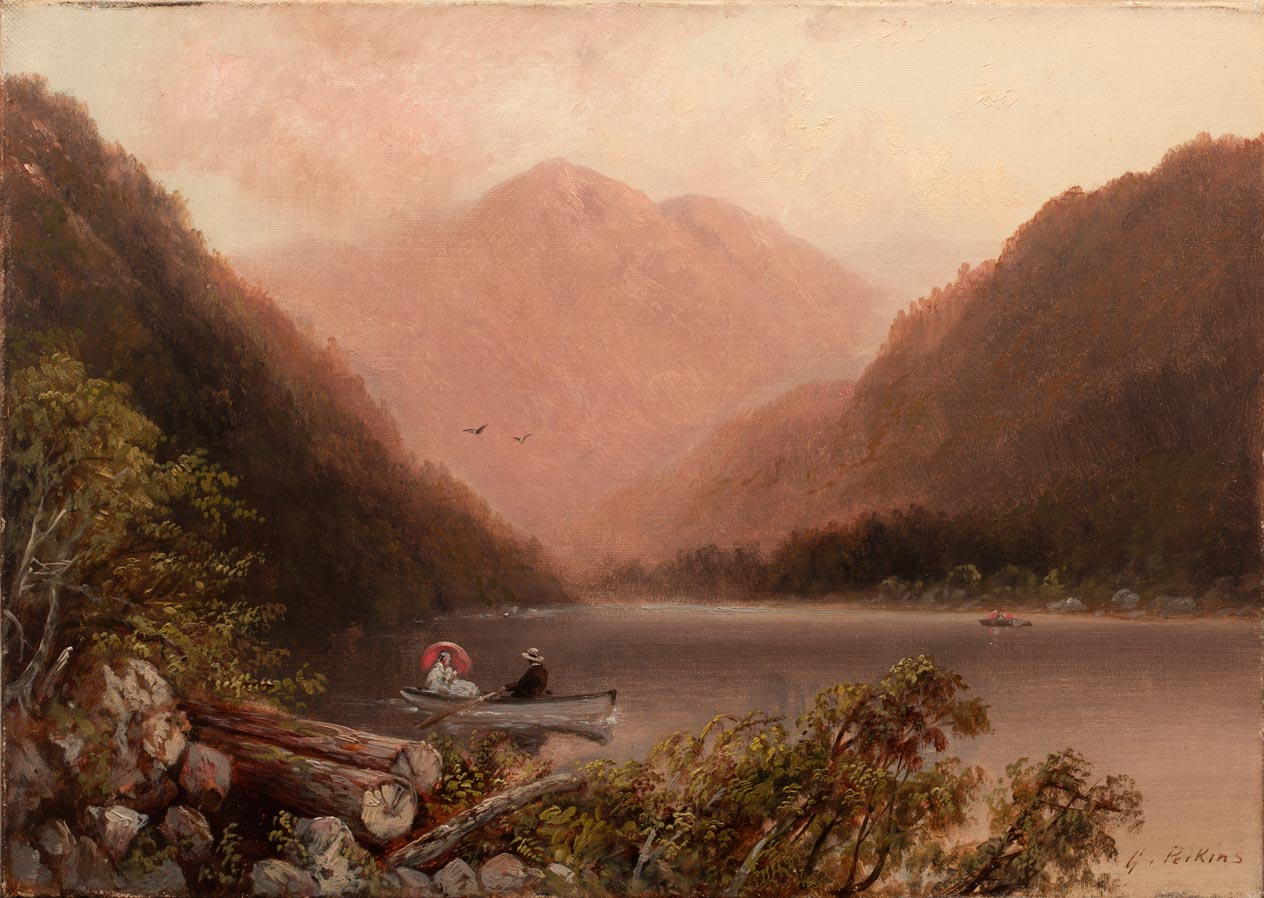
لوحة لغرانفيل بيركنز

غرانفيل بيركنز (بالإنجليزية: Granville Perkins) هو رسام أمريكي، ولد في 16 أكتوبر 1830 في بالتيمور في الولايات المتحدة، وتوفي في 18 أبريل 1895.